# Miquel Garro i Gomila
Miquel Garro i Gomila   (Palma, 20 de setembre de 1975), conegut esportivament com a Miki Garro, és un exfutbolista mallorquí, que ocupava la posició de porter.

## Trajectòria
Sorgeix del planter del RCD Mallorca. Va debutar al filial la temporada 1995/96, i hi jugà tres temporades seguides; la temporada 1998/99 jugà cedit al Binèfar, i en la 1999/2000 tornà al Mallorca B. A la temporada 2000/01 debutà al primer equip, i la temporada següent jugà ja amb fitxa del primer equip. Durant quatre anys va ser el porter suplent de l'equip, jugant un total de 22 partits, tots a primera divisió, i guanyant la Copa del Rei el 2003. La seva darrera temporada fou la 2003/04.
La temporada 2004/05 recalà al Ciudad de Murcia, que jugava a Segona Divisió. Jugà 16 partits, i a final de temporada es retirà.
Actualment forma part del cos tècnic com a entrenador de porters del RCD Mallorca.